# میدوی، شهرستان کوپیه، میسیسیپی
میدوی (به انگلیسی: Midway) یک منطقهٔ مسکونی در ایالات متحده آمریکا است که در Copiah County واقع شده‌است. میدوی ۱۴۶٫۹۲ متر بالاتر از سطح دریا واقع شده‌است.